# Aztecacris laevis
Aztecacris laevis är en insektsart som först beskrevs av Rehn, J.A.G. 1900.  Aztecacris laevis ingår i släktet Aztecacris och familjen gräshoppor. Inga underarter finns listade i Catalogue of Life.